# Julius Scriba

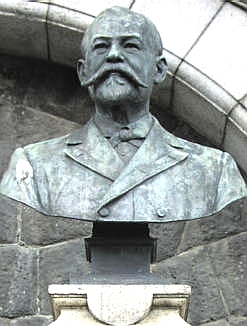
Brązowe popiersie Scriby

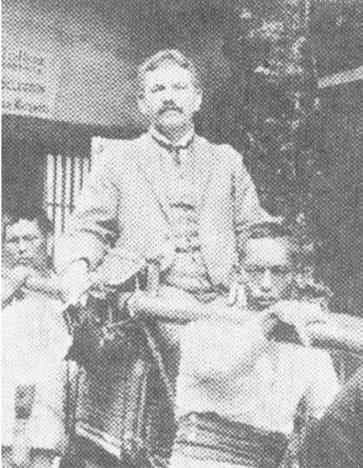
Julius Scriba

Julius Karl Scriba (jap. スクリバ, ur. 5 czerwca 1848 w Darmstadt, zm. 3 stycznia 1905 w Tokio) – niemiecki chirurg działający w Japonii w okresie Meiji.

## Życiorys
Scriba praktykował medycynę we Fryburgu Bryzgowijskim. Poza medycyną zajmował się też amatorsko botaniką i opublikował pracę na temat flory Wielkiego Księstwa Hesji.
Na zaproszenie japońskiego rządu wyjechał do Japonii, gdzie nauczał chirurgii, dermatologii, okulistyki i ginekologii w Szkole Medycznej Uniwersytetu Cesarskiego w Tokio. Kontrakt Scriby trwał od 6 czerwca 1881 do 5 czerwca 1887. Po wywiązaniu się z niego powrócił do Niemiec, jednak kontrakt został odnowiony 2 września 1889 i przedłużony do 10 września 1901. Scribie przypisuje się wykonanie pierwszej kraniektomii w złamaniu czaszki w Japonii, w 1892 roku. Uczniowie Scriby zostali wybitnymi japońskimi chirurgami, a jego asystent Hayari Miyake był pionierem japońskiej neurochirurgii.
Scriba został dwukrotnie wezwany przez japoński rząd w szczególnie delikatnych, międzynarodowych incydentach: po raz pierwszy w 1891 roku po tzw. Incydencie Ōtsu, kiedy rosyjski carewicz Mikołaj Aleksandrowicz (w przyszłości car Mikołaj II) został zaatakowany przez japońskiego policjanta i po raz drugi w 1895, gdy chiński dyplomata Li Hongzhang został postrzelony podczas Konferencji Pokojowej w Shimonoseki, kończącej wojnę chińsko-japońską.
W 1881 roku ożenił się z Japonką Yasu Kamiya (1865–1928).
Scriba zmarł w 1905 i został pochowany w kwaterze obcokrajowców cmentarza komunalnego w Aoyama, Tokio.

## Wybrane prace
- Flora der Blüthen- und höheren Sporen-Pflanzen des Grossherzogthums Hessen. Darmstadt 1873
- Untersuchungen über die Fettembolie. Leipzig 1879
- Beiträge zur Aetiologie und Therapie des Aneurysma (1885)
- Ueber Rasseneigenthümlichkeiten des japanischen Schädels, welche bei chirurgischen Operationen in Betracht kommen (1885)
- Excursions-Flora der Blüthen- und höheren Sporenpflanzen, mit besonderer Berücksichtigung des Grossherzogtums Hessen und der angrenzenden Gebiete. Giessen 1888
- Scriba, Miyake. Nephrophages sanguinarius, ein neuer menschlicher Parasit im Urogenitalapparat. Mitth. a. d. med. Fac. d. k.-jap. Univ. 3, 1894